# Alex Pearce
Alexander James Pearce, detto Alex (Oxford, 9 novembre 1988), è un calciatore irlandese con cittadinanza britannica, difensore o centrocampista del Leatherhead.

## Biografia
Alexander James Pearce nasce ad Oxford, in Inghilterra. Frequenta la Oratory School a Woodcote fino al sixth form, quando decide di frequentare un'accademia di Reading.

## Caratteristiche tecniche
Terzino sinistro, Pearce può svolgere anche il ruolo di esterno in un 4-4-2, quello di terzino destro o di terzino fluidificante in una difesa a 5, ruolo che ha svolto spesso nella sua permanenza al Norwich City. Inoltre può ricoprire anche il ruolo di difensore centrale.

## Carriera

### Club

#### Reading

##### Stagione 2006-2007: Northampton Town
Il 23 ottobre 2006 firma un contratto professionistico con durata triennale con la società del Reading. Esordisce con I Reali il 9 gennaio 2007 subentrando a Ívar Ingimarsson nella partita di FA Cup contro il Barnsley (3-2). Il 9 febbraio 2007 viene girato in prestito al Northampton Town. Esordisce in campionato contro il Nottingham Forest, partita persa per 1-0, ma riceve gli elogi del suo allenatore Stuart Gray per la sua prestazione. L'8 aprile realizza la sua prima marcatura con la maglia del Northampton Town nella sfida contro lo Scunthorpe United (2-1). Il prestito, che scadeva dopo un mese, viene rinnovato l'8 marzo fino alla fine della stagione 2006-07. Ritornando a Reading Pearce, da capitano della squadra riserve, vince la Premier Reserve League, massima divisione inglese per le squadre giovanili: nella finale contro le riserve del Bolton i marcatori furono Alan Bennett e lo stesso Pearce.

##### Stagione 2007-2008: Bournemouth e Norwich City
Il 2 novembre del 2007 Pearce è nuovamente ceduto in prestito, questa volta al Bournemouth. Il prestito prevedeva che durasse fino all'8 dicembre ma in seguito venne esteso al 3 gennaio del 2008. Il 21 dicembre 2007 viene annunciato il prolungamento del contratto con il Reading. Esordisce con l'AFC Bournemouth il 3 novembre 2007 nella partita contro il Bristol Rovers (0-2). Gioca altri dieci incontri prima di ritornare al Reading.
Ritornato dalla parentesi con il Bournemouth, Pearce esordisce il 15 gennaio 2008 nella sfida di FA Cup contro il Tottenham al Madejski Stadium di Reading, con il CT della Nazionale inglese Fabio Capello in tribuna. Durante l'incontro Pearce viene sostituito da Steve Coppell in seguito ad un cambio tattico passando dal 5-4-1 al 4-4-2, confermato in seguito dall'allenatore stesso.
Il 31 gennaio 2008 Pearce viene girato in prestito al Norwich City fino al termine della stagione 2007-08. Esordisce con i gialloverdi il 23 febbraio contro il Barnsley (1-0).

##### Stagione 2008-2009: Southampton
A Norwich gioca altre dieci partite prima di ritornare al Reading. Con I Reali torna in campo il 12 agosto per la partita di League Cup contro il Dag & Red (1-2). Il 23 agosto torna a giocare in Championship subentrando a Leroy Lita nel finale della sfida contro il Charlton Athletic (4-2). 3 giorni dopo si rende decisivo nell'incontro di Carling Cup contro il Luton Town ai quali sigla una rete (5-1). Il 31 ottobre viene ceduto in prestito al Southampton. Il 1º novembre esordisce con I Saints nella partita contro il Preston North End siglando una rete alla sua primo incontro di Championship (2-3). Il 15 novembre realizza un'altra marcatura nella sfida contro il Wolverhampton (1-2). A dicembre, in seguito alla scadenza del contratto con I Saints, fa ritorno nei Reali. Con la partenza di Coppell e l'arrivo di Brendan Rodgers viene nominato vice-capitano.
Il 3 gennaio 2009 ritorna in campo nella partita di FA Cup contro il Cardiff City (2-0). Il 27 dello stesso mese 2009 torna in Championship contro i Wolves (1-0). Il 7 marzo Perace sigla una marcatura con un colpo di testa contro il Plymouth Argyle (2-2). Il 12 maggio gioca i Play-off contro il Burnley, persi per 0-2.
A fine stagione conta 24 partite di Championship (8 con la maglia del Southampton e 16 con quella del Reading), 1 partita di Play-off, 3 di League Cup ed 1 di FA Cup.

##### Stagione 2009-2010
Comincia la stagione 2009-10 giocando l'incontro di Championship contro il Nottingham Forest (0-0). 3 giorni dopo gioca la prima partita di League Cup 2009-10 contro il Burton Albion (5-1). Il 25 dello stesso mese il Reading viene eliminato dalla League Cup dal Barnsley (1-2). Pearce mette a segno la sua prima rete il 29 agosto contro il Barnsley (1-3). L'esordio nell'edizione 2009-10 della FA Cup avviene il 24 febbraio del 2010 contro il West Bromwich (2-3).
Conclude la stagione totalizzando 25 incontri e 4 marcature in Championship, 2 partite di Football League Cup ed un'unica sfida di FA Cup, per un totale di 28 presenze e 4.

##### Stagione 2010-2011
La stagione 2010-11 del terzino dei Reali comincia ad agosto, dove viene impiegato per tre partite in sette giorni: il 7 gioca la prima partita della stagione in Championship contro lo Scunthorpe United (1-2), l'11 il Reading affronta e sconfigge il Torquay United ai supplementari (0-1) e il 14 la squadra biancoblu pareggia a Portsmouth contro i padroni di casa (1-1). Pearce realizza la sua prima rete una settimana più tardi in campionato contro il Nottingham Forest (1-1).
L'8 gennaio 2011 gioca la partita di FA Cup nuovamente contro il West Bromwich Albion (1-0). Dal 22 gennaio Pearce si tiene lontano dai campi di gioco per quattro mesi ritornando a giocare l'ultima partita di campionato contro il Derby County (2-1).
Al termine della stagione Pearce conta 21 partite ed una realizzazione in campionato, 2 partite in League Cup ed una in FA Cup.

##### Stagione 2011-2012
Il 6 agosto 2011 gioca il suo primo incontro stagionale nella sfida contro il Millwall (2-2). Solamente nella diciottesima partita di Championship arriva il primo gol di Pearce: il 26 novembre realizza una rete contro l'Ipswich Town (2-3).

### Nazionale
Pur essendo nato in Inghilterra Pearce ha deciso di giocare per la nazionale scozzese perché i suoi genitori sono scozzesi. Avendo giocato anche a livello liceale per la nazionale irlandese, Pearce avrebbe potuto decidere di giocare per i Boys in Green non avendo giocato ancora a livello di nazionale maggiore con la Scozia.
Nell'ottobre del 2011 dichiara di voler giocare per la nazionale irlandese. Esordisce il 7 ottobre 2006 nella nazionale Under-19 scozzese giocando da titolare la sfida contro i pari età dell'Estonia (4-0). Il 20 maggio 2008 a Kilmarnock esordisce nell'Under-21 contro la Norvegia (1-4). Nel 2008 gioca un'altra partita con l'Under-21.
Esordisce con la nazionale maggiore irlandese l'11 settembre 2012 nell'amichevole Irlanda-Oman (4-1).

## Statistiche

### Presenze e reti nei club
| Stagione        | Squadra          | Campionato      | Campionato | Campionato | Coppe nazionali | Coppe nazionali | Coppe nazionali | Coppe internazionali | Coppe internazionali | Coppe internazionali | Altre coppe | Altre coppe | Altre coppe | Totale | Totale |
| Stagione        | Squadra          | Comp            | Pres       | Reti       | Comp            | Pres            | Reti            | Comp                 | Pres                 | Reti                 | Comp        | Pres        | Reti        | Pres   | Reti   |
| --------------- | ---------------- | --------------- | ---------- | ---------- | --------------- | --------------- | --------------- | -------------------- | -------------------- | -------------------- | ----------- | ----------- | ----------- | ------ | ------ |
| 2006            | Reading          | PL              | 0          | 0          | FA Cup          | 1               | 0               | -                    | -                    | -                    | -           | -           | -           | 1      | 0      |
| 2006-2007       | Northampton Town | FLO             | 15         | 1          | -               | -               | -               | -                    | -                    | -                    | -           | -           | -           | 15     | 1      |
| 2007-2008       | Reading          | PL              | 0          | 0          | FA Cup+FLC      | 2+1             | 0+0             | -                    | -                    | -                    | -           | -           | -           | 3      | 0      |
| 2007            | Bournemouth      | FLO             | 11         | 0          | -               | -               | -               | -                    | -                    | -                    | -           | -           | -           | 11     | 0      |
| 2008            | Norwich City     | FLC             | 11         | 0          | -               | -               | -               | -                    | -                    | -                    | -           | -           | -           | 11     | 0      |
| 2008-2009       | Reading          | FLC             | 16+1       | 1+0        | FA Cup+FLC      | 1+3             | 0+1             | -                    | -                    | -                    | -           | -           | -           | 21     | 2      |
| 2009            | Southampton      | PL              | 9          | 2          | -               | -               | -               | -                    | -                    | -                    | -           | -           | -           | 9      | 2      |
| 2009-2010       | Reading          | FLC             | 25         | 4          | FA Cup+FLC      | 1+2             | 0+0             | -                    | -                    | -                    | -           | -           | -           | 28     | 4      |
| 2010-2011       | Reading          | FLC             | 21         | 1          | FA Cup+FLC      | 1+2             | 0+0             | -                    | -                    | -                    | -           | -           | -           | 24     | 1      |
| 2011-2012       | Reading          | FLC             | 46         | 5          | FA Cup          | 1               | 0               | -                    | -                    | -                    | -           | -           | -           | 47     | 5      |
| Totale Reading  | Totale Reading   | Totale Reading  | 110        | 12         |                 | 7+8             | 0+1             |                      | -                    | -                    |             | -           | -           | 125    | 13     |
| Totale carriera | Totale carriera  | Totale carriera | 156        | 16         |                 | 7+8             | 0+1             |                      | -                    | -                    |             | -           | -           | 171    | 17     |

### Cronologia presenze e reti in nazionale
| Cronologia completa delle presenze e delle reti in nazionale ― Irlanda | Cronologia completa delle presenze e delle reti in nazionale ― Irlanda | Cronologia completa delle presenze e delle reti in nazionale ― Irlanda | Cronologia completa delle presenze e delle reti in nazionale ― Irlanda | Cronologia completa delle presenze e delle reti in nazionale ― Irlanda | Cronologia completa delle presenze e delle reti in nazionale ― Irlanda | Cronologia completa delle presenze e delle reti in nazionale ― Irlanda | Cronologia completa delle presenze e delle reti in nazionale ― Irlanda |
| Data                                                                   | Città                                                                  | In casa                                                                | Risultato                                                              | Ospiti                                                                 | Competizione                                                           | Reti                                                                   | Note                                                                   |
| ---------------------------------------------------------------------- | ---------------------------------------------------------------------- | ---------------------------------------------------------------------- | ---------------------------------------------------------------------- | ---------------------------------------------------------------------- | ---------------------------------------------------------------------- | ---------------------------------------------------------------------- | ---------------------------------------------------------------------- |
| 11-9-2012                                                              | Londra                                                                 | Irlanda                                                                | 4 – 1                                                                  | Oman                                                                   | Amichevole                                                             | 1                                                                      | 46’                                                                    |
| 19-11-2013                                                             | Poznań                                                                 | Polonia                                                                | 0 – 0                                                                  | Irlanda                                                                | Amichevole                                                             | -                                                                      | 63’                                                                    |
| 31-5-2014                                                              | Londra                                                                 | Italia                                                                 | 0 – 0                                                                  | Irlanda                                                                | Amichevole                                                             | -                                                                      |                                                                        |
| 10-6-2014                                                              | East Rutherford                                                        | Irlanda                                                                | 1 – 5                                                                  | Portogallo                                                             | Amichevole                                                             | -                                                                      | 46’                                                                    |
| 3-9-2014                                                               | Dublino                                                                | Irlanda                                                                | 2 – 0                                                                  | Oman                                                                   | Amichevole                                                             | 1                                                                      |                                                                        |
| 18-11-2014                                                             | Dublino                                                                | Irlanda                                                                | 4 – 1                                                                  | Stati Uniti                                                            | Amichevole                                                             | -                                                                      |                                                                        |
| 29-3-2016                                                              | Dublino                                                                | Irlanda                                                                | 2 – 2                                                                  | Slovacchia                                                             | Amichevole                                                             | -                                                                      | 46’                                                                    |
| 28-3-2017                                                              | Dublino                                                                | Irlanda                                                                | 0 – 1                                                                  | Islanda                                                                | Amichevole                                                             | -                                                                      |                                                                        |
| 4-6-2017                                                               | Dublino                                                                | Irlanda                                                                | 3 – 1                                                                  | Uruguay                                                                | Amichevole                                                             | -                                                                      | 61’                                                                    |
| Totale                                                                 |                                                                        | Presenze                                                               | 9                                                                      |                                                                        | Reti                                                                   | 2                                                                      |                                                                        |

## Palmarès

### Club

#### Competizioni giovanili
- Premier Reserve League: 1

Reading: 2006-2007

#### Competizioni nazionali
- Football League Championship: 1

Reading: 2011-2012